# Kabardini
A kabardini egy keleti származású melegvérű lófajta. Főleg a Kaukázusban tenyésztik, de Oroszországban is megtalálható.

## Története
A Kabardini a Kaukázus északi részén alakult ki a 16. században. A fajta alapjául a nomád népek keleti lovai (perzsa, arab, türk) szolgáltak.

## Jellemzői
A fej száraz, jellegzetes félkosfej, rövid, telt izomzatú nyaka van. A mar hosszú, a hát rövid és egyenes, ágyéka jól izmolt.
A far csapott, a mellkas mély, a végtagok mindig szárazak, a paták ellenállók és szabályosak.
Testfelépítése arányos, marmagassága 150 cm körül van, de a méneké általában 158 cm-nél több. Színe a pej, melynek sötét változatai is előfordulnak, a jegyek nemkívánatosak.
A Kaukázus zord éghajlati viszonyai között szívós és kitartó lófajtává alakult, mely ellenáll az időjárás viszontagságainak.

## Hasznosítása
Hátaslóként és málháslóként, esetenként fogatlóként hasznosították. Hegyi körülmények között kitűnően megállja a helyét, stabil idegrendszere miatt Oroszországban a határőrség alkalmazza. Lovassportokra, különösen a távlovaglásra nagyon bevált sportló, de az ugrósportban is megállja a helyét.